# Chiesa di Sant'Antonio da Padova (Ploaghe)
La chiesa di San'Antonio da Padova è un edificio religioso situato a Ploaghe, centro abitato della Sardegna nord-occidentale. È consacrata al culto cattolico e fa parte dell'arcidiocesi di Sassari.
La chiesa, che si affaccia su un ampio piazzale lungo la via Pietro Salis, è annessa al convento dei frati cappuccini, quest'ultimo edificato 1652 ed il 1659.